# Scottish League One 2015-2016
La Scottish League One 2015-2016 è la 41ª edizione di quella che era la Scottish Second Division e la terza sotto la nuova denominazione.

## Squadre partecipanti
| Squadra         | Città         | Stadio              | Stagione precedente                          |
| --------------- | ------------- | ------------------- | -------------------------------------------- |
| Airdrieonians   | Airdrie       | Excelsior Stadium   | 5º posto                                     |
| Albion Rovers   | Coatbridge    | Cliftonhill Stadium | 1º posto in Scottish League Two 2014-2015    |
| Ayr Utd         | Ayr           | Somerset Park       | 8º posto                                     |
| Brechin City    | Brechin       | Glebe Park          | 4º posto                                     |
| Cowdenbeath     | Cowdenbeath   | Central Park        | 10º posto in Scottish Championship 2014-2015 |
| Dunfermline     | Dunfermline   | East End Park       | 7º posto                                     |
| Forfar Athletic | Forfar        | Station Park        | 3º posto                                     |
| Peterhead       | Peterhead     | Balmoor             | 6º posto                                     |
| Stenhousemuir   | Stenhousemuir | Ochilview Park      | 9º posto                                     |
| Stranraer       | Stranraer     | Stair Park          | 2º posto                                     |

## Classifica finale
|  | Pos. | Squadra         | Pt | G  | V  | N  | P  | GF | GS | DR  |
|  | ---- | --------------- | -- | -- | -- | -- | -- | -- | -- | --- |
|  | 1.   | Dunfermline     | 79 | 36 | 24 | 7  | 5  | 83 | 30 | +53 |
|  | 2.   | Ayr Utd         | 61 | 36 | 19 | 4  | 13 | 65 | 47 | +18 |
|  | 3.   | Peterhead       | 59 | 36 | 16 | 11 | 9  | 72 | 47 | +25 |
|  | 4.   | Stranraer       | 51 | 36 | 15 | 6  | 15 | 43 | 49 | −6  |
|  | 5.   | Airdrieonians   | 49 | 36 | 14 | 7  | 15 | 48 | 50 | −2  |
|  | 6.   | Albion Rovers   | 49 | 36 | 13 | 10 | 13 | 40 | 44 | −4  |
|  | 7.   | Brechin City    | 42 | 36 | 12 | 6  | 18 | 47 | 59 | −12 |
|  | 8.   | Stenhousemuir   | 40 | 36 | 11 | 7  | 18 | 46 | 80 | −34 |
|  | 9.   | Cowdenbeath     | 39 | 36 | 11 | 6  | 19 | 46 | 72 | −26 |
|  | 10.  | Forfar Athletic | 34 | 36 | 8  | 10 | 18 | 48 | 60 | −12 |

Legenda:

      Campione di League One e promossa in Championship
      Ammesse ai play-off per la Championship
      Ammesse ai play-out per la League Two
      Retrocessa in League Two
Note:

Tre punti a vittoria, uno a pareggio, zero a sconfitta.

## Post season

### Play-off promozione
Ai play-off partecipano la 2ª, 3ª e 4ª classificata della League One (Ayr United, Peterhead, Stranraer) e la 9ª classificata della Championship 2015-2016 (Livingston).

#### Semifinali
| Squadra 1 | Totale | Squadra 2  | Andata | Ritorno     |
| --------- | ------ | ---------- | ------ | ----------- |
| Peterhead | 2 – 6  | Ayr Utd    | 1 – 4  | 1 – 2       |
| Stranraer | 8 – 6  | Livingston | 5 – 2  | 3 - 4 (dts) |

#### Finale
| Squadra 1 | Totale | Squadra 2 | Andata | Ritorno               |
| --------- | ------ | --------- | ------ | --------------------- |
| Stranraer | 1 – 1  | Ayr Utd   | 1 – 1  | 0 – 0 (dts) (1-3 dcr) |

### Play-out
Ai play-out partecipano la 2ª, 3ª e 4ª classificata della League Two 2015-2016 (Elgin City, Clyde, Queen's Park) e la 9ª classificata della League One 2015-2016 (Cowdenbeath).

#### Semifinali
| Squadra 1    | Totale | Squadra 2   | Andata | Ritorno |
| ------------ | ------ | ----------- | ------ | ------- |
| Clyde        | 5 – 1  | Elgin City  | 3 – 1  | 2 – 0   |
| Queen's Park | 2 – 1  | Cowdenbeath | 2 – 0  | 0 - 1   |

#### Finale
| Squadra 1 | Totale | Squadra 2    | Andata | Ritorno |
| --------- | ------ | ------------ | ------ | ------- |
| Clyde     | 2 – 3  | Queen's Park | 1 – 3  | 1 – 0   |

## Verdetti
- Dunfermline: Vincitore della Scottish League One, promosso in Scottish Championship 2016-2017.
- Ayr Utd: Vincitore dei play-off promozione, promosso in Scottish Championship 2016-2017.
- Cowdenbeath: Perdente dei play-out, retrocesso in Scottish League Two 2016-2017.
- Forfar Athletic: Ultimo della Scottish League One, retrocesso in Scottish League Two 2016-2017.